# Paul Nguyên Thai Hop

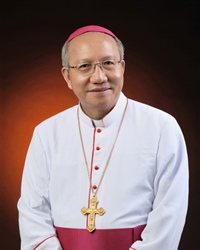
Paul Nguyên Thai Hop, 2015

Paul Nguyên Thai Hop OP (* 2. Februar 1945 in Lang Anh) ist ein vietnamesischer Ordensgeistlicher und emeritierter römisch-katholischer Bischof von Hà Tĩnh.

## Leben
Paul Nguyên Thai Hop trat der Ordensgemeinschaft der Dominikaner bei und empfing am 8. August 1972 die Priesterweihe.
Papst Benedikt XVI. ernannte ihn am 13. Mai 2010 zum Bischof von Vinh. Die Bischofsweihe spendete ihm der emeritierte Bischof von Vinh, Paul-Marie Cao Ðình Thuyên, am 23. Juli desselben Jahres; Mitkonsekratoren waren Paul Bùi Van Ðoc, Bischof von Mỹ Tho, und Antoine Vu Huy Chuong, Bischof von Hưng Hóa.
Am 22. Dezember 2018 ernannte ihn Papst Franziskus zum ersten Bischof von Hà Tĩnh. Die Amtseinführung erfolgte am 11. Februar 2019. Papst Franziskus nahm am 19. März 2021 das von Paul Nguyên Thai Hop aus Altersgründen vorgebrachte Rücktrittsgesuch an.